# 月球隕石

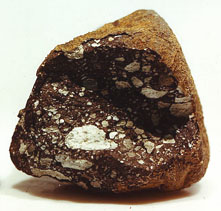
月球隕石 Allan Hills 81005

月球隕石指源自月球，後來掉落地球表面的隕石。

## 發現
第一顆月球隕石──YAMATO 791197，在1979年於南極洲被發現，但當時仍不知道它源自何方。第一顆確認源自月球的隕石為1981年在南極洲被發現的Allan Hills 81005。當時，有二十多顆其它隕石亦一同被確認源自月球，合共重8千克左右。
隕石源自月球的証據，來自與阿波羅計畫採集的月球岩石所作的礦物學、化學成分及同位素成分比較。第一顆被確切指出來源位置的月球隕石為2002年於阿曼發現的Sayh al Uhaymir (SaU) 169。該隕石相信形成自34萬年前Lalande環形山的撞擊。

## 飛往地球
當月球受巨大撞擊形成數公里直徑的環形山時，這些碎片便離開月面。雖然存在有猜測高度異常的月球隕石Sayh al Uhaymir 169來自月球近面的拉朗德陨石坑，科學家仍沒法確切指出某一顆月球隕石形成於哪一個環形山。
透過測量隕石上的宇宙射線暴露歷史和惰性氣體，顯示了全部的月球隕石是在過去的2000萬年中被逐出。發現大部分的月球隕石一般在10萬至100萬年前才離開月球。這表明了這些隕石離開月面後，並非馬上飛往地球，而是進入圍繞地球的軌道上運行了一段很長的時間，並最終屈從於地球的引力。一些隕石從月球上彈出得到發射進入繞著太陽轉的軌道。這些隕石留在太空時間較長，但最終相交地球的軌道和陸地。

## 科學上的意義
當月球隕石的存在於1981年被公布時，人們懷疑可能有隕石源自火星。亦有人猜測在月球上可能有源自地球的所謂「地球隕石」。由於地球上早於39億年前形成的岩石已被各種地質作用改變淨盡，假如真的存在地球隕石（但月球沒有大氣層，隕石落在月面的速度將遠高於落在地面的速度，有可能會因猛烈爆炸而消失），它可能保存了早期地球的地質資訊，因此有科學家提出到月球採集地球隕石的太空任務。

## 歷史
現時，每1000顆發現的隕石，只有1顆屬於月球隕石，其餘絕大多數來自小行星帶。但在19世紀初期，大部分科學家認為所有隕石皆來自月球。

## 收藏
月球隕石是唯一能夠私下收藏的月球岩石。所有登月任務採得的岩石皆屬於全人類，作科學研用途，禁止私人擁有或買賣。同樣地，在南極洲找到的月球隕石，亦被視作屬於全人類。只有在其它地區找到的月球隕石（例如：阿曼）才能像普通隕石般作買賣。

## 參看
- 月球地質
- 火星隕石
- 月岩